# Gianluca Nani
Gianluca Nani (Roma, 1º ottobre 1962) è un dirigente sportivo italiano, attuale direttore sportivo del Watford e group technical director dell'Udinese.

## Carriera
Gianluca Nani è un dirigente sportivo italiano, il quale ha ricoperto nel corso della sua carriera i ruoli di direttore sportivo e direttore tecnico. Romano di nascita, Nani si laurea in legge ed intraprende le prime esperienze dirigenziali sportive come organizzatore di tornei di calcio in Spagna.
Il primo incarico importante lo ricopre nel 1999, quando diventa direttore sportivo del Brescia. Durante l'avventura bresciana, durata ben quattro anni, ha dimostrato una buona capacità nello scoprire talenti sia italiani, come i campioni del Mondo Andrea Pirlo e Luca Toni, ed anche stranieri, tra cui Marek Hamšík. A Brescia è ricordato soprattutto per aver convinto e portato tra le file delle Rondinelle uno dei più grandi fuoriclasse italiani di tutti i tempi: Roberto Baggio.
Il 17 marzo 2008 è stato annunciato dalla società inglese del West Ham come consulente di mercato, ma nel mese di giugno ha firmato un contratto di tre anni per ricoprire il ruolo di direttore tecnico, prendendosi la responsabilità di gestire il settore giovanile, il gruppo di osservatori, la campagna trasferimenti (in stretta collaborazione con l'allora tecnico dei londinesi, l'italiano Gianfranco Zola) e le strutture del centro sportivo. Il 25 febbraio 2010 dopo due anni di operato in terra britannica, lascia l'incarico consensualmente con gli "Hammers".
Fa rientro in Italia divenendo, seppur non ufficialmente, uno dei consulenti di mercato della Lazio del presidente Lotito e della sua ex squadra, ovvero il Brescia che, il 3 novembre 2010, lo reinserisce ufficialmente nell'organico come direttore sportivo. Il 10 giugno 2011 lascia le rondinelle.
Nel febbraio 2012 funge da intermediario tra Lotito e Zola nella vicenda della successione a Reja sulla panchina della Lazio. Il 29 giugno viene nominato direttore sportivo del Watford, appena comprato dalla famiglia Pozzo. Il 2 settembre 2014 si dimette dall'incarico.
Il 14 dicembre 2015 viene nominato direttore sportivo dell'Al-Jazira club degli Emirati Arabi Uniti.
Il 12 settembre 2018 è direttore sportivo del Reading . Dopo 2 mesi il 7 dicembre si dimette dall’incarico.
L'11 dicembre 2023 torna al Watford, andando a sostituire nel ruolo di direttore sportivo il connazionale Cristiano Giaretta.
Il 18 giugno 2024 diventa anche Group technical director dell'Udinese, di proprietà di Gino Pozzo come il club inglese.